# Bruniquel
Bruniquel település Franciaországban, Tarn-et-Garonne megyében. Lakosainak száma 639 fő (2022. január 1.). Bruniquel Larroque, Penne, Montricoux, Nègrepelisse, Puygaillard-de-Quercy és Vaïssac községekkel határos.

## Népesség
A település népességének változása:
| Lakosok száma | 614  | 611  | 620  | 608  | 605  | 600  | 614  | 626  | 639  |
|               | 2013 | 2015 | 2016 | 2017 | 2018 | 2019 | 2020 | 2021 | 2022 |